# Strange Attraction
«Strange Attraction» es el trigésimo sencillo de la banda británica The Cure, editado en exclusiva para el mercado estadounidense por Elektra. Es el tercero extraído de su álbum Wild Mood Swings, de 1996.
No se grabó ningún vídeo musical para el sencillo. Se cree que fue así porque Robert Smith sentía que el último vídeo grabado para un sencillo exclusivo para el mercado estadounidense, «Fascination Street», no satisfizo las expectativas de la banda. "Strange Attraction" sigue siendo el único sencillo de The Cure (sin contar la mezcla original de "Boys Don't Cry") sin un video musical.
Chris Gerard de Metro Weekly desestimó la canción como "uno de los intentos más débiles de la banda para un éxito pop".

## Lista de canciones
| CD promocional Estados Unidos |                                      |          |  |
| N.º                           | Título                               | Duración |  |
| 1.                            | «Strange Attraction» (Radio Edit)    | 4:09     |  |
| 2.                            | «Strange Attraction» (Album Version) | 4:19     |  |

| Sencillo en CD Estados Unidos y Australia |                                                  |          |  |
| N.º                                       | Título                                           | Duración |  |
| 1.                                        | «Strange Attraction» (Adrian Sherwood Album Mix) | 4:21     |  |
| 2.                                        | «The 13th» (Feels Good Mix)                      | 6:08     |  |
| 3.                                        | «This Is A Lie» (Ambient Mix)                    | 4:32     |  |
| 4.                                        | «Gone!» (Critter Mix)                            | 4:26     |  |
| 5.                                        | «Strange Attraction» (Strange Mix)               | 4:17     |  |

## Músicos
- Robert Smith — guitarra, voz
- Simon Gallup — bajo
- Perry Bamonte — guitarra
- Roger O'Donnell — teclado
- Jason Cooper — batería, percusión